# Харви (ураган)

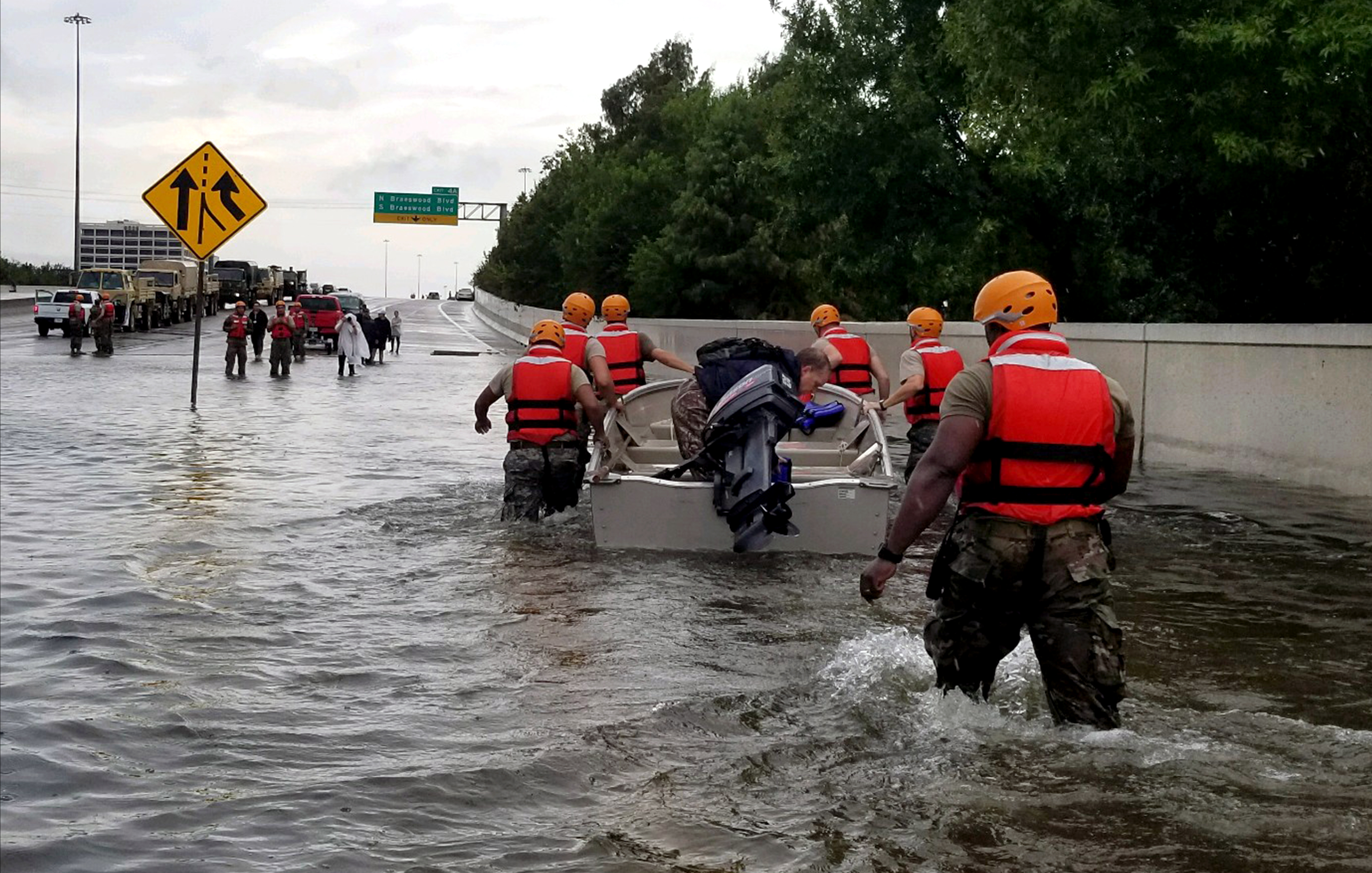
Спасатели в Хьюстоне

Ураган «Харви» — мощный тропический циклон, который в результате сильных дождей вызвал катастрофические наводнения в юго-восточной части Техаса в августе 2017 года. Восьмой по счёту шторм, третий ураган и первый крупный ураган сезона ураганов в Атлантике 2017 года.
Ураган Харви месте с ураганом Катрина 2005 года является самым разрушительным тропическим циклоном бассейна Атлантического океана за всю историю наблюдений (по 125 млрд долларов ущерба).

## Гидрологические характеристики
Харви является восьмым именуемым штормом, третьим ураганом и первым мощным ураганом в Атлантическом сезоне ураганов 2017 года.
26 августа ураган усилился до 4 категории и обрушился на Техас и в этот же день ослабел до 2 категории. 31 августа: Национальная метеорологическая служба США отмечает, что «Харви», ранее названный ураганом опасной четвёртой категории и тропическим штормом, потерял статус шторма и ослаб до категории «тропической депрессии».

## Последствия
Вследствие «Харви» погибли по меньшей мере 83 человека. Из-за наводнения в Хьюстоне стали частыми случаи мародёрства, поэтому был введён комендантский час с 22:00 до 5:00.
Дональд Трамп запросил у Конгресса 8 миллиардов долларов на ликвидацию ущерба от «Харви».
По оценкам экспертов компании CoreLogic, на восстановительные работы властям придется потратить 70 млрд долларов.
От затопления пострадали в основном бедные районы округа Харрис в Хьюстоне. Учеными Луизианского университета была произведена комплексная количественная оценка ущерба. Ученые пришли к выводу, что изменение климата существенно усугубляет ущерб нанесенный людям экстремальными погодными явлениями, и если бы не изменение климата, то до 50% пострадавших жилых домов не были бы затоплены. 

### Введение чрезвычайного положения
Правительство США официально ввело чрезвычайное положение в зоне стихийного бедствия.